# Kendrick Clements
Kendrick A. Clements Carolina do Sul, 7 de fevereiro de 1939) é um professor de história aposentado. Ele escreveu livros sobre o presidente dos EUA Woodrow Wilson, que passou parte de sua infância na Carolina do Sul, bem como artigos e livros sobre James F. Byrnes, William Jennings Bryan, e Herbert Hoover. Ele se aposentou da Universidade da Carolina do Sul em 2006 e tem status emérito na escola.
Clements recebeu um B.A. do Williams College e um M.A. e Ph.D. da Universidade da Califórnia em Berkeley.
Ele foi entrevistado para o filme de 1997 Woodrow Wilson: Reluctant Warrior.  Ele discutiu um de seus livros sobre Wilson no C-Span em 16 de abril de 2013.
Clements escreveu que Wilson, que segregava os trabalhadores federais nos Estados Unidos, "não tinha nenhum dos racismos crus e cruéis de James K. Vardaman ou Benjamin R. Tillman, mas era insensível aos sentimentos e aspirações afro-americanos". Clements escreveu para um site da Universidade de Princeton abordando o legado de Wilson e os edifícios e programas da universidade nomeados para Wilson.
Um artigo da Kirkus Reviews descreveu um de seus livros sobre Wilson como "não muito urgente ou instigante".  Seu livro sobre as políticas ambientais de Herbert Hoover foi descrito como exaustivo em uma revisão. Nancy Unger deu ao livro uma revisão majoritariamente favorável.

## Publicações
- James F. Byrnes and the Origins of the Cold War, editor (1982)
- William Jennings Bryan, Missionary Isolationist (1982)
- Woodrow Wilson, World Statesman (1987; rev. ed. 1999; electronic ed. 2014);
- The Presidency of Woodrow Wilson (1992)[15]
- Hoover, Conservation, and Consumerism: Engineering the Good Life (2000)
- The Life of Herbert Hoover: Imperfect Visionary, 1918-1928 (2010)
- Woodrow Wilson, co-escrito com Eric A. Cheezum[6]